# Adolfo Sotelo Vázquez
Adolfo Sotelo Vázquez (* 1953 in Madrid) ist ein spanischer Hispanist.

## Leben und Wirken
Sotelo Vázquez hat seit 1993 einen Lehrstuhl für spanische Literaturgeschichte an der Universität Barcelona inne. Zu seinen Forschungsschwerpunkten gehört die spanische Literatur des 19. Jahrhunderts. Zudem ist Sotelo Vázquez Leiter des Forschungsprojekts Historia de la crítica literaria española (1868–1975) und regelmäßiger Kolumnist in der La Vanguardia.
Im Jahr 2011 trat Sotelo Vázquez als Literaturwissenschaftler in der Dokumentation Una flama al cor auf, die sich mit Joan Maragall befasst.

## Schriften (Auswahl)
- Leopoldo Alas y el Fin de siglo, Barcelona 1988
- Glosario de teoría de la narrativa, Barcelona 1990 (Neuauflage 1995).
- De Calderón a Clarín, Madrid 2001.
- Perfiles de „Clarín“, Barcelona 2001.
- El Naturalismo en España: Crítica y novela, Salamanca 2002.
- El Mundo moral social de Oleza, Madrid 2003.
- Viajeros en Barcelona, Barcelona 2005.
- De Cataluña y España: relaciones culturales y literarias (1868–1960), Barcelona 2014.